# Jaromar (Bischof)
Jaromar von Rügen (* um 1267; † um 1294) war ein Angehöriger des rügischen Fürstenhauses und römisch-katholischer Geistlicher. Zum Ende des 13. Jahrhunderts wurde er zum Bischof von Cammin in Pommern gewählt.
Jaromar war ein Sohn des Fürsten Wizlaw II. von Rügen. Er wurde erstmals 15. April 1280 urkundlich als „scholaris“ erwähnt. Danach war er Archidiakon an der Nikolaikirche in Stralsund.
Nachdem der Anfang 1289 verstorbene Bischof Hermann von Gleichen mit seiner Politik die Eigenständigkeit des Bistums Cammin gestärkt hatte, versuchten die pommerschen Herzöge das Bistum wieder stärker an sich zu binden. Unter ihrem Einfluss wurde 1289 Jaromar, dessen Schwester Margarete die Gemahlin des Herzogs Bogislaw IV. war, vom Camminer Domkapitel zum Nachfolger gewählt. In einer Bulle des Papstes Nikolaus IV. vom 7. Oktober 1289 wurde er als gewählter Bischof bezeichnet. Trotz der Annäherung an die pommerschen Landesherren ließ sich Jaromar die Besitzungen des Stiftes von den Markgrafen von Brandenburg bestätigen.
Die Bischofsweihe erhielt Jaromar während seiner Amtszeit nicht. Im Jahre 1292 ist der Augustinereremit Incelerius als Weihbischof im Bistum Cammin nachweisbar.
Jaromar starb 1294 und wurde im Camminer Dom beigesetzt. Der vom Domkapitel zum Nachfolger gewählte Domkustos Wizlaw wurde vom Papst nicht bestätigt; der Papst ernannte vielmehr 1296 den an der Kurie tätigen Dominikanerpriester Petrus zum neuen Bischof.